# Valaki más
A Valaki más (eredeti cím: Some Other Woman) 2023-ban bemutatott amerikai filmhriller, amelynek producere és rendezője Joel David Moore, forgatókönyvírói Jurij Baranovszkij, Angela Gulner és Josh Long. A főbb szerepekben Amanda Crew, Tom Felton és Ashley Greene látható.
A film világpremierje a Mammoth Filmfesztiválon volt 2023. március 3-án. Az Amerikai Egyesült Államokban 2024. január 5-én mutatták be a mozikban. Magyarországon a HBO Max mutatta be 2025. február 6-án.

## Cselekmény
Eve Carver egy nő, akit férje munkája miatt egy trópusi szigetre visznek, eredetileg csak néhány hónapra. Azonban ahogy a hónapok évekké válnak, Eve kénytelen feladni saját álmait, miközben egyre jobban elhatalmasodik rajta a szigetláz. A valóság kezd szétfoszlani körülötte, amikor találkozik egy rejtélyes nővel, aki lassanként, darabról darabra átveszi az életét.

## Szereplők
| Szerep         | Színész       | Magyar hang     |
| -------------- | ------------- | --------------- |
| Eve Carver     | Amanda Crew   | Mészáros Blanka |
| Peter          | Tom Felton    | Hujber Ferenc   |
| Renata         | Ashley Greene | Szilágyi Csenge |
| Salvador Ranza | Rick Fox      | Olt Tamás       |
| Chelsea Ranza  | Brooke Lyons  |                 |

### Magyar változat
- Magyar szöveg: Nyári Patrícia
- Hangmérnök: Gajda Mátyás
- Vágó: Kránitz Bence
- Gyártásvezető: Derzsi Kovács Éva
- Szinkronrendező: Dezsőffy Rajz Katalin
- Produkciós vezető: Németh Napsugár

A szinkront az Iyuno Hungary készítette el.

## Bemutató
A Valaki más 2024. január 5-én került a mozikba kizárólag a Regal Cinemasban.

## Fogadtatás
A Rotten Tomatoes weboldalon 43%-os minősítést ért el 7 kritika alapján, az átlagos értékelése 5,6/10.
Courtney Small, az Exclaim! munkatársa a következőket írta: „Moore egyértelműen tudja, hogyan kell hátborzongató atmoszférát teremteni, és a színészek a legjobbat hozzák ki abból, amit kapnak, de egyikük sem tudja leküzdeni a film erőtlen és zavaros forgatókönyvét.” Liz Braun, az Original Cin munkatársa „C” minősítést adott a filmre, kritizálva a cselekményt, amelyet zavarosnak nevezett. Rachel West, a That Shelf című lap munkatársa pozitívabb kritikát fűzött a filmhez, amelyben dicsérte a szereplőgárdát és a forgatókönyv fordulatosságát.